# Земља (ТВ филм)
„Земља” је југословенски ТВ филм из 1982. године. Режирао га је Никола Лоренцин а сценарио је написао Молина Удовички

## Улоге
| Глумац             | Улога |
| ------------------ | ----- |
| Слободан Алигрудић |       |
| Јелица Бјели       |       |
| Славка Јеринић     |       |
| Љиљана Крстић      |       |
| Светолик Никачевић |       |
| Милица Радаковић   |       |